# Akwa Group
Akwa Group è un conglomerato di aziende con sede a Casablanca, (Marocco). La società è primariamente una compagnia produttrice di gas e petrolio e possiede il marchio "Afriquia".

## Operazioni
Petrolio, gasolio, olio motore, servizi auto
- Afriquia SMDC - operatore leader nelle stazioni di benzina con oltre 400 stazioni AfriquiaGaz
- Afrilub (Afriquia Lubrifiants Maroc) - produzione e vendita di olio motore
- Auto Speedy - franchise Riparazione e servizi auto
- Rezoroute - Mini Brahim convenience stores, Oasis Cafe highway restaurants, Rapid'Auto franchises
- Société d'Entreposage de Jorf Lasfar - servizi downstream petroleum entrepot, inclusi gasolio e heating oil stoccaggio; Total Maroc (sussidiaria di Total S.A.) è una cliente
- Petrolog - importazione e vendita del prodotto petrolifero
- Petrosud - importaazione e vendita del prodotto petrolifero; opera al porto di Agadir

Gas naturale
- Afriquia Gaz - distributore leader in Marocco di GPL, di sua proprietà i marchi: Afriquia Gaz, Tissir Gaz, Ultra Gaz, Camping Gaz e Métagaz

Gas industriale, gas medico
- Maghreb Oxygène - opera con 3 strutture a Berrechid, Had Soualem e Jorf Lasfar; aziende produttrici e distributrici di ossigeno liquido per la medicina, ossigeno liquido industriale, azoto liquido, acetilene, ecc.

Tecnologia e telecomunicazioni
- Afrinetworks, inclusa Eho & Aloha; affiliaata con Méditel
- Bell Networks, affiliata con Nortel Networks e EADS Télécom